# Noasca
Noasca is een gemeente in de Italiaanse provincie Turijn (regio Piëmont) en telt 197 inwoners (31-12-2004). De oppervlakte bedraagt 77,7 km², de bevolkingsdichtheid is 3 inwoners per km².
De volgende frazioni maken deel uit van de gemeente: Gera, Gere Eredi, Balmarossa, Jerner, Jamoinin, Pianchette, Borno.

## Demografie
Noasca telt ongeveer 132 huishoudens. Het aantal inwoners daalde in de periode 1991-2001 met 24,3% volgens cijfers uit de tienjaarlijkse volkstellingen van ISTAT.
| Jaar | Inwoneraantal |
| ---- | ------------- |
| 1991 | 267           |
| 2001 | 202           |

## Geografie
De gemeente ligt op ongeveer 1065 m boven zeeniveau.
Noasca grenst aan de volgende gemeenten: Cogne (AO), Valsavarenche (AO), Locana, Ceresole Reale, Groscavallo, Chialamberto.
1. ↑  https://demo.istat.it/?l=it.